# Viktor Vodišek
Viktor Vodišek, slovenski športnik, hokejski trener in športni delavec, * 1897 Ljubljana, † 1973.
Vodišek je bil skupaj s Stankom Bloudkom zaslužen za razvoj več športov na Slovenskem, poleg gimnastike, atletike, smučanja in nogometa, še zlasti hokeja na ledu in umetnostnega drsanja. Pri SK Ilrija so leta 1929 kot prvi v Jugoslaviji začeli organizirano igrati hokej po kanadskih pravilih, prvo hokejsko opremo sta v Ljubljano z Dunaja prinesla prav  Vodišek in Bloudek, hokejsko drsališče pa je bilo zgrajeno pod Cekinovim gradom na teniških igriščih Ilirije. Leta 1932 je Vodišek, ki je prevzel tudi vlogo prvega trenerja hokejistov Ilirije, objavil kanadska hokejska pravila, 7. februarja istega leta je tudi v Kamniku organiziral prvo hokejsko tekmo v Jugoslaviji, na kateri je SK Ilrija premagala hokejiste Kamnika z rezultatom 15:1. Na Svetovnem prvenstvu v hokeju na ledu 1939 v Švici je pod vodstvom Vodiška nastopila prvič nastopila tudi jugoslovanska reprezentanca, sestavljena predvsem iz hokejistov Ilirije, ki je s štirimi porazi in enim neodločenim rezultatom osvojila trinajsto mesto.